# 3 Весов
3 Весов (лат. 3 Librae, HD 128756) — одиночная звезда в созвездии Весов на расстоянии приблизительно 564 световых лет (около 173 парсеков) от Солнца. Видимая звёздная величина звезды — +7,2m.

## Характеристики
3 Весов — оранжевый гигант спектрального класса K0III. Радиус — около 10,49 солнечных, светимость — около 71,41 солнечных. Эффективная температура — около 4700 К.